# Hoya unruhiana
Hoya unruhiana är en oleanderväxtart som beskrevs av Kloppenb., Siar, G.Mend., Cajano och Carandang. Hoya unruhiana ingår i släktet Hoya och familjen oleanderväxter. Inga underarter finns listade i Catalogue of Life.